# Octonoba sinensis
Octonoba sinensis är en spindelart som först beskrevs av Simon 1880.  Octonoba sinensis ingår i släktet Octonoba och familjen krusnätsspindlar. Inga underarter finns listade i Catalogue of Life.